# Bani Hassan (Mauretanien)
Bani Hassan (arabisch بني حسان Banī Hassān, DMG Banī Ḥassān; auch Beni Hassan) ist eine Gruppe arabischer Stämme, die Banu Hilal entstammen und auf die Geschichte der westlichen Saharagebiete besonderen Einfluss hatten.
Sie lebten etwa im 14. Jahrhundert im Nordwesten Afrikas möglicherweise in der Nähe des Wadi Draa und drangen dann immer tiefer in die Sahara bis zum Senegal und dem Niger vor. Dort vermischten sie sich vor allem mit den Berbern der Sanhadscha und brachten um das 17. Jahrhundert herum das Gebiet Mauretaniens unter ihre Kontrolle und gründeten dort mehrere Emirate.
Die Bani Hassan („Söhne“, arabisch banu, „des Hassan“) gaben dem in Mauretanien gesprochenen arabischen Dialekt Hassania den Namen.